# Tesoro de los potideos
El Tesoro de los potideos fue un tesoro de Delfos en Grecia. Sus ruinas se encuentran en el yacimiento arqueológico de Delfos, declarado Patrimonio de la Humanidad por la Unesco.
Fue construido por los habitantes de la ciudad de Potidea en la época arcaica o clásica. Se encontraba en el santuario de Apolo a lo largo de la Vía Sagrada, al noroeste del punto en el que el camino hace una curva para dirigirse hacia el noreste. En su lado noreste se encontraba el Tesoro de los atenienses y en su lado sur el Tesoro de los beocios. El edificio se asemejaba a un pequeño templo. En su interior había un pronaos y una cella abierta al noreste.